# Onslow S. Rolfe
Pour les articles homonymes, voir Rolfe.
Onslow Sherburne Rolfe (16 janvier 1895 - 29 janvier 1985) est un officier de carrière de l'armée de terre américaine (US Army). Il a atteint le grade de brigadier-général (général de brigade) pendant la Seconde Guerre mondiale en tant que commandant du Mountain Training Center à Camp Hale, dans le Colorado, et de la 71e division d'infanterie (71st Infantry Division).
Rolfe est diplômé de West Point peu avant l'engagement des États-Unis dans la Première Guerre mondiale. Il a servi au combat dans le 7e régiment d'infanterie (7th Infantry Regiment) et a reçu la Distinguished Service Cross pour son héroïsme et le Purple Heart pour les blessures subies lors d'une attaque au gaz.
Entre la Première et la Seconde Guerre mondiale, Rolfe a exercé diverses fonctions de rang et de responsabilité croissants, notamment en tant que professeur de sciences militaires à l'université Rutgers (Rutgers University) et en tant qu'observateur et conseiller principal de la Garde nationale du Wisconsin (Wisconsin Army National Guard). Il est également diplômé du Command and General Staff College et du Field Artillery Officer Course (branche de l'artillerie de campagne) , après quoi il a servi en tant qu'instructeur principal d'infanterie à l'école d'artillerie de campagne (Army Field Artillery School) de Fort Sill.
Pendant la Seconde Guerre mondiale, Rolfe se spécialise dans les opérations hivernales et la guerre de montagne ; il commande le 1er bataillon du 87e régiment d'infanterie de montagne (87th Mountain Infantry Regiment), puis passe au commandement du régiment. Après avoir été promu brigadier-général (général de brigade), il a commandé le Camp Hale, centre d'entraînement en montagne du Colorado, où il a supervisé l'organisation et l'entraînement de la 10e division légère (alpine) (10th Light Division (Alpine)).
Vers la fin de la Seconde Guerre mondiale, Rolfe se rend en France en tant que commandant adjoint de la 71e division d'infanterie (71st Infantry Division) et participe à la campagne de Rhénanie et à l'invasion de l'Allemagne par les Alliés occidentaux.
Après la guerre, Rolfe a occupé l'Autriche et a commandé le Land Area Salzburg et la 71e division d'infanterie.
Après la Seconde Guerre mondiale, Rolfe est chef de la section de développement du bureau de recherche et de développement du quartier général des forces terrestres de l'US Army. Pendant la guerre de Corée, il a commandé la zone de commandement nord du commandement logistique japonais, puis le quartier général et le commandement des services du commandement de l'Extrême-Orient (Far East Command (États-Unis).
Après sa retraite en 1954, Rolfe réside à Winter Park, en Floride. Il y décède le 29 janvier 1985 et est enterré au cimetière national d'Arlington.

## Biographie

### Jeunesse
Onslow Sherburne Rolfe naît à Concord, dans le New Hampshire, le 16 janvier 1895, d'un père colonel Robert H. Rolfe et d'une mère Grace Stearns, fille du gouverneur du New Hampshire Onslow Stearns.
Rolfe fréquente des écoles dans plusieurs États, à Cuba et au Japon pendant que sa famille déménage en raison des affectations militaires de son père. Il termine ses études secondaires à la St. Luke's Episcopal School de Wayne, en Pennsylvanie, puis fréquente la Columbia Preparatory School de Washington, D.C., en prévision de son admission à l'Académie militaire des États-Unis.

### Début de carrière
Rolfe est admis à West Point en 1914 ; ses camarades de classe le surnomment « Pinkey » en raison de ses cheveux roux et de son teint rougeoyant, et ce surnom lui restera pour le reste de sa carrière. Il obtient son diplôme en août 1917, classé 109e sur 151 étudiants.
Il fait partie de la promotion qui a produit plus de 55 futurs officiers généraux, dont deux chefs d'état-major de l'armée de terre - Joseph L. Collins et Matthew B. Ridgway. Parmi ses autres camarades de classe figurent : Clare H. Armstrong, Aaron Bradshaw Jr., Mark W. Clark, John T. Cole, Norman Cota, John M. Devine, William W. Eagles, Theodore L. Futch, Charles H. Gerhardt, Augustus M. Gurney, Ernest N. Harmon, William Kelly Harrison Jr., Robert W. Hasbrouck, Frederick A. Irving, Laurence B. Keiser, Charles S. Kilburn, Bryant E. Moore, Daniel Noce, George H. Weems, Herbert N. Schwarzkopf, Albert C. Smith, George D. Wahl et Raymond E. S. Williamson.
Il est commissionné comme sous-lieutenant (second lieutenant) d'infanterie et affecté au 7e régiment d'infanterie (7th Infantry Regiment). Il est promu au grade de premier lieutenant (First lieutenant) le 30 août.
En octobre 1917, Rolfe rejoint son régiment à Gettysburg, en Pennsylvanie. Fin octobre et novembre, il suit les cours de l'école d'armes de l'infanterie à Fort Sill, en Oklahoma. Il rejoint ensuite son régiment à Camp Greene, en Caroline du Nord, et participe à l'entraînement préalable au déploiement. Le régiment part pour la France en mars 1918.

### Première Guerre mondiale
Après son arrivée en France, le régiment participa à des opérations de combat au sein de la 3e division d'infanterie (3rd Division). Rolfe participa à la deuxième bataille de la Marne en juillet et août 1918 et reçut la Distinguished Service Cross (Croix du service distingué) pour son héroïsme lorsqu'il déplaça et positionna des renforts de la 3e division à un moment critique de la bataille. Il est promu captain (capitaine) en septembre 1918 et participe à l'offensive Meuse-Argonne. En octobre, Rolfe est blessé lors d'une attaque au gaz, ce qui lui vaut la Purple Heart. Il passe sa convalescence dans un hôpital en France jusqu'en janvier 1919.

### Après la Première Guerre mondiale
Après la guerre, Rolfe est affecté au 131e bataillon de police militaire (Fort Dix, New Jersey), au groupe de démobilisation de la 3e division (Camp Pike, Arkansas) et à la compagnie de mitrailleuses du 4e régiment d'infanterie (4th Infantry Regiment) (Fort Benning, Géorgie).
Dans les années 1920 et 1930, Rolfe est notamment affecté aux 4e, 18e et 27e régiments d'infanterie. En outre, il est professeur de sciences militaires à l'université Rutgers (Rutgers University) et observateur et conseiller principal de la Garde nationale du Wisconsin (Wisconsin National Guard). Rolfe est diplômé du Command and General Staff College en 1936, puis suit le Field Artillery Officer Course, après quoi il est nommé instructeur principal d'infanterie à l'école d'artillerie de campagne (Field Artillery School) de Fort Sill.

### Seconde Guerre mondiale
Au début de la Seconde Guerre mondiale, l'armée a commencé à créer et à déployer des unités d'infanterie légère conçues pour opérer par temps froid et à haute altitude. Rolfe a été affecté au commandement du 1er bataillon du 87e régiment d'infanterie de montagne (87th Mountain Infantry Regiment). Son succès dans l'organisation de ce bataillon et dans son entraînement initial lui a valu d'être nommé commandant du régiment et d'être promu colonel. Des planificateurs inconnus de l'US Army pensaient apparemment qu'il était logique de confier à Rolfe le commandement d'une unité qui s'entraînerait à utiliser des skis et des raquettes, car il était né dans le New Hampshire ; ils ignoraient apparemment qu'il avait quitté l'État à l'âge de six ans et qu'il n'avait pratiquement aucune expérience des sports d'hiver. Malgré sa méconnaissance du ski et des raquettes, Rolfe devint rapidement compétent et veilla à ce que les soldats de son régiment fassent de même.
De 1942 à 1945, Rolfe commande le centre d'entraînement en montagne de Camp Hale, dans le Colorado, et est promu brigadier-général (général de brigade). Sous son commandement à Camp Hale, les 85e (85th Infantry Regiment), 86e (86th Infantry Regiment) et 87e régiment d'infanterie de montagne (87th Mountain Infantry Regiment) sont organisés en 10e division légère (alpine) (10th Light Division (Alpine)), et Rolfe est chargé de veiller à ce que la division dispose des installations et de l'équipement nécessaires pour mener à bien son entraînement, notamment des pistes de ski, des falaises pour la descente en rappel, des skis et des uniformes de camouflage pour l'hiver.
Rolfe rejoint la 71e division d'infanterie (71st Infantry Division) en tant que commandant adjoint de la division en janvier 1945. La division participe à la campagne de Rhénaniecampagne de Rhénanie et à l'invasion de l'Allemagne par les Alliés occidentaux. La 71e division participe à la libération de plusieurs camps de concentration, dont un en Autriche appelé Gunskirchen Lager, un sous-camp de l'installation de Mauthausen-Gusen. La 71e division progresse plus à l'est que toute autre unité alliée et entre en contact avec les forces soviétiques près de Linz le 8 mai 1945.

### Après la Seconde Guerre mondiale
Après la fin des hostilités, la 71e division remplit des fonctions d'occupation en Autriche, et Rolfe commande la zone terrestre de Salzbourg. Du 17 août au 10 octobre 1945, Rolfe est commandant de la 71e division d'infanterie (71st Infantry Division).
Rolfe rentre aux États-Unis en 1947 et est nommé chef de la section de développement au bureau de recherche et de développement du quartier général des forces terrestres de l'US Army (Army Field Forces).

### Guerre de Corée
En 1952, Rolfe est nommé commandant de la zone de commandement nord du Commandement logistique du Japon. De 1953 à sa retraite en 1954, Rolfe est commandant du Quartier général et du Commandement des services, Commandement de l'Extrême-Orient (Far East Command).

### Retraite
À sa retraite, Rolfe réside à Winter Park, en Floride, où il meurt le 29 janvier 1985.
Rolfe est enterré au cimetière national d'Arlington, section 3, site 1829-B.

### Famille
En 1917, Rolfe épouse Nan Elizabeth Belles de New Brighton, en Pennsylvanie. Ils sont les parents d'une fille, Ann Sherburne Rolfe, qui est l'épouse du général de brigade Charles A. Symroski.

## Décorations
Outre la Distinguished Service Cross et la Purple Heart, Rolfe a reçu la Legion of Merit pour son service au sein de la 71e division d'infanterie et la Army Distinguished Service Medal pour son service au Japon après la Seconde Guerre mondiale.
Citation pour la Croix du service distingué
Le président des États-Unis d'Amérique, autorisé par la loi du Congrès du 9 juillet 1918, a le plaisir de remettre la Croix du service distingué au capitaine (infanterie) Onslow Sherburne Rolfe, de l'armée des États-Unis, pour l'héroïsme extraordinaire dont il a fait preuve au combat alors qu'il servait dans le 7e régiment d'infanterie, 3e division, A.E.F., près de Fossoy, en France, les 14 et 15 juillet 1918. Au cours du violent bombardement ennemi précédant la deuxième bataille de la Marne, le capitaine Rolfe, officier de renseignement du régiment, a volontairement porté un message important, à la vue de l'ennemi, à travers un champ ouvert aux bataillons de soutien et de réserve dans le but d'amener des renforts.
Ordres généraux : Département de la guerre, General Orders No. 116 (1919) Date de l'action : 14-15 juillet 1918 Service : Armée Rang : Capitaine Régiment : 7e régiment d'infanterie Division : 3e division, Forces expéditionnaires américaines
- - Distinguished Service Cross
- - Purple Heart
- - Legion of Merit
- - Army Distinguished Service Medal

## Source
- (en) Cet article est partiellement ou en totalité issu de l’article de Wikipédia en anglais intitulé « Onslow S. Rolfe » (voir la liste des auteurs).

### Livres
- George W. Cullum et Wirt Robinson, Biographical Register of the Officers and Graduates of the U.S. Military Academy, vol. VI B, Saginaw & Peters, Seeman & Peters, 1920 (lire en ligne), p. 1956
- Terrence Poulos, Extreme War: The Biggest, Best, Bloodiest, and Worst in Warfare, New York, Citadel Press, 2004 (ISBN 978-0-8065-2730-7, lire en ligne), p. 386
- Gordon L. Rottman, US 10th Mountain Division in World War II, Oxford, United Kingdom, Osprey Publishing, 2012 (ISBN 978-1-84908-808-4, lire en ligne), p. 11
- Stephen M. Rusiecki, In Final Defense of the Reich: The Destruction of the 6th SS Mountain Division "Nord", Annapolis, MD, Naval Institute Press, 2010 (ISBN 978-1-59114-744-2, lire en ligne), p. 327
- Charles L. Trinkner, Florida Lives: The Sunshine State Who's Who, a Reference Edition Recording the Biographies of Contemporary Leaders in Florida, Hopkinsville, KY, Historical Record Association, 1966 (lire en ligne), p. 454
- United States Army Command and General Staff College, Annual Report, Ft. Leavenworth, KS, Command and General Staff School Press, 1936 (lire en ligne), p. 5
- John B. Wilson, Army Lineage Series: Armies, Corps, Divisions and Separate Brigades, Washington, US Government Printing Office, 1999 (ISBN 978-0-16-049992-0, lire en ligne), p. 409
- David R. Witte, World War II at Camp Hale: Blazing a New Trail in the Rockies, Charleston, SC, History Press, 2015 (ISBN 978-1-46711-854-5, lire en ligne), p. 212

### Journaux
- « Casualty List: Wounded Slightly », American Expeditionary Forces, Reading, PA,‎ 13 février 1919, p. 6 (lire en ligne )
- « Names Commander », Associated Press, Reno, NV,‎ 15 septembre 1952, p. 13 (lire en ligne )
- « Ski Soldiers Train in Pikes Peak Region », International News Service, Wilmington, DE,‎ 11 janvier 1943, p. 9 (lire en ligne )